# Maytenus verticillata
Maytenus verticillata är en benvedsväxtart som först beskrevs av Ruiz och Pav., och fick sitt nu gällande namn av Dc. Maytenus verticillata ingår i släktet Maytenus och familjen Celastraceae. Inga underarter finns listade.